# Diana Bustamante
Pour les articles homonymes, voir Bustamante.
Diana Bustamante Escobar, née à Medellín (Colombie), est une productrice et réalisatrice colombienne. Elle est connue pour les films La Playa D.C. (2012), La Terre et l'Ombre (2015) et Memoria (2021).

## Biographie
Diana Bustamante a grandi à Medellín. Après des études de chimie pendant deux ans, elle se passionne pour l'industrie cinématographique. Elle déménage à Bogotá et étudie le cinéma et la télévision à l'Université nationale de Colombie. Encore étudiante, elle participe à la production du court-métrage en 16 mm Uno de esos días (littéralement : Un de ces jours) du réalisateur Jorge Forero.

## Carrière dans le cinéma
Bustamante commence à produire des courts-métrages et des documentaires en 2000. En 2008, elle fonde la société de production cinématographique Ciudad Lunar Producciones avec les réalisateurs Cristina Gallego et Ciro Guerra. En 2009, elle produit le film La Barra (El vuelco del cangrejo) d'Oscar Ruíz Navia, présenté en première au Festival international du film de Toronto.
Elle représente le cinéma colombien sur la scène internationale depuis des années. Elle a déjà présenté ses propres films au Forum de la Berlinale : en 2010, elle présente La Barra, qui a reçu le Prix FIPRESCI, et en 2015, Violencia de Jorge Forero. Ses films La Terre et l'Ombre de César Augusto Acevedo (2015), Refugiado (2014) de Diego Lerman et Buy Me a Gun (Compráme un revolver) de Julio Hernández (2018) ont été présentés en avant-première à Cannes.
De 2014 à 2018, Bustamante a été directrice artistique du Festival international du film de Carthagène. En raison de sa carrière, elle a été invitée comme jury dans des compétitions internationales telles que le Festival international du film de Morelia, en 2015, où elle a été jury de la section mexicaine du court métrage,. En 2019, elle a participé à la Berlinale en tant que talent dans la catégorie productrice, monteuse.
En 2021, elle coproduit le film Memoria du réalisateur Apichatpong Weerasethakul avec Tilda Swinton comme actrice principale, présenté en avant-première au 74e Festival international du film de Cannes et recevant le Prix du jury,. Dans le même temps, elle produit Noviembre de Tomás Corredor.
En 2023, Bustamante fait partie du jury du Prix du film documentaire de la Berlinale avec Emilie Bujès (de) et Mark Cousins,.

## Filmographie (sélection)
- 2000 : Uno de esos días, court-métrage[11]
- 2005 : Al son del parque, documentaire
- 2006 : In-seguridad, documentaire
- 2006 : Oposición-fusión, documentaire
- 2006 : Mimo, court-métrage
- 2009 : La Barra (El vuelco del cangrejo) d'Oscar Ruíz Navia
- 2012 : La Playa D.C. de Juan Andrés Arango
- 2012 : La sirga de William Vega
- 2013 : Solecito, court-métrage
- 2014 : Refugiado de Diego Lerman
- 2014 : Los Hongos d'Óscar Ruiz Navia
- 2015 : Violencia (es) de Jorge Forero
- 2015 : La Terre et l'Ombre (La tierra y la sombra) de César Augusto Acevedo
- 2017 : Siete cabezas (es) de Jaime Osorio Márquez (es)
- 2021 : Memoria d'Apichatpong Weerasethakul
- 2022 : Nuestra Película, documentaire

## Récompenses
- 2022 : Récompense du premier prix pour le documentaire Nuestra Película, Festival international du documentaire et du court-métrage de Bilbao